# Cordia tetrandra
Cordia tetrandra är en strävbladig växtart som beskrevs av Jean Baptiste Christophe Fusée Aublet. Cordia tetrandra ingår i släktet Cordia, och familjen strävbladiga växter. Inga underarter finns listade i Catalogue of Life.